# Lista planetelor minore/158701–158800
Aceasta este Lista planetelor minore/158701–158800; pentru a naviga prin lista completă vezi Lista planetelor minore.
Pentru ale detalii vezi și Proiect:Astronomie sau Portal:Astronomie.
| Nume     | Denumire provizorie | Data descoperirii  | Locul descoperirii  | Descoperitor(i) |
| -------- | ------------------- | ------------------ | ------------------- | --------------- |
| 158701 - | 2003 FU108          | 31 martie 2003     | Socorro             | LINEAR          |
| 158702 - | 2003 FP121          | 25 martie 2003     | Anderson Mesa       | LONEOS          |
| 158703 - | 2003 FX130          | 31 martie 2003     | Anderson Mesa       | LONEOS          |
| 158704 - | 2003 FK131          | 25 martie 2003     | Anderson Mesa       | LONEOS          |
| 158705 - | 2003 GO3            | 1 aprilie 2003     | Socorro             | LINEAR          |
| 158706 - | 2003 GL7            | 1 aprilie 2003     | Socorro             | LINEAR          |
| 158707 - | 2003 GQ7            | 1 aprilie 2003     | Socorro             | LINEAR          |
| 158708 - | 2003 GY7            | 3 aprilie 2003     | Anderson Mesa       | LONEOS          |
| 158709 - | 2003 GJ12           | 1 aprilie 2003     | Socorro             | LINEAR          |
| 158710 - | 2003 GA19           | 4 aprilie 2003     | Kitt Peak           | Spacewatch      |
| 158711 - | 2003 GB27           | 5 aprilie 2003     | Haleakala           | NEAT            |
| 158712 - | 2003 GZ42           | 9 aprilie 2003     | Palomar             | NEAT            |
| 158713 - | 2003 HC5            | 24 aprilie 2003    | Anderson Mesa       | LONEOS          |
| 158714 - | 2003 HO12           | 23 aprilie 2003    | Campo Imperatore⁠(d) | CINEOS⁠(d)       |
| 158715 - | 2003 HR21           | 26 aprilie 2003    | Haleakala           | NEAT            |
| 158716 - | 2003 HS22           | 25 aprilie 2003    | Socorro             | LINEAR          |
| 158717 - | 2003 HP45           | 30 aprilie 2003    | Socorro             | LINEAR          |
| 158718 - | 2003 HW45           | 27 aprilie 2003    | Anderson Mesa       | LONEOS          |
| 158719 - | 2003 JL7            | 2 mai 2003         | Kitt Peak           | Spacewatch      |
| 158720 - | 2003 JF17           | 8 mai 2003         | Socorro             | LINEAR          |
| 158721 - | 2003 KN10           | 25 mai 2003        | Kitt Peak           | Spacewatch      |
| 158722 - | 2003 KC18           | 27 mai 2003        | Haleakala           | NEAT            |
| 158723 - | 2003 KK28           | 21 mai 2003        | Anderson Mesa       | LONEOS          |
| 158724 - | 2003 KX34           | 29 mai 2003        | Socorro             | LINEAR          |
| 158725 - | 2003 KD35           | 29 mai 2003        | Kitt Peak           | Spacewatch      |
| 158726 - | 2003 LG2            | 1 iunie 2003       | Socorro             | LINEAR          |
| 158727 - | 2003 MD             | 21 iunie 2003      | Socorro             | LINEAR          |
| 158728 - | 2003 ML1            | 23 iunie 2003      | Socorro             | LINEAR          |
| 158729 - | 2003 MP3            | 25 iunie 2003      | Socorro             | LINEAR          |
| 158730 - | 2003 MJ7            | 29 iunie 2003      | Socorro             | LINEAR          |
| 158731 - | 2003 MS8            | 28 iunie 2003      | Socorro             | LINEAR          |
| 158732 - | 2003 NS7            | 9 iulie 2003       | Kitt Peak           | Spacewatch      |
| 158733 - | 2003 OS5            | 24 iulie 2003      | Reedy Creek         | J. Broughton⁠(d) |
| 158734 - | 2003 OP12           | 26 iulie 2003      | Haleakala           | NEAT            |
| 158735 - | 2003 OG19           | 30 iulie 2003      | Palomar             | NEAT            |
| 158736 - | 2003 PK3            | 2 august 2003      | Haleakala           | NEAT            |
| 158737 - | 2003 PL3            | 2 august 2003      | Haleakala           | NEAT            |
| 158738 - | 2003 QF8            | 20 august 2003     | Palomar             | NEAT            |
| 158739 - | 2003 QY31           | 21 august 2003     | Palomar             | NEAT            |
| 158740 - | 2003 QJ36           | 22 august 2003     | Socorro             | LINEAR          |
| 158741 - | 2003 QA37           | 22 august 2003     | Palomar             | NEAT            |
| 158742 - | 2003 QV41           | 22 august 2003     | Socorro             | LINEAR          |
| 158743 - | 2003 QH43           | 22 august 2003     | Haleakala           | NEAT            |
| 158744 - | 2003 QT44           | 23 august 2003     | Socorro             | LINEAR          |
| 158745 - | 2003 QU49           | 22 august 2003     | Haleakala           | NEAT            |
| 158746 - | 2003 QF51           | 22 august 2003     | Palomar             | NEAT            |
| 158747 - | 2003 QF52           | 23 august 2003     | Palomar             | NEAT            |
| 158748 - | 2003 QX56           | 23 august 2003     | Socorro             | LINEAR          |
| 158749 - | 2003 QW57           | 23 august 2003     | Palomar             | NEAT            |
| 158750 - | 2003 QB61           | 23 august 2003     | Socorro             | LINEAR          |
| 158751 - | 2003 QZ62           | 23 august 2003     | Socorro             | LINEAR          |
| 158752 - | 2003 QV71           | 25 august 2003     | Haleakala           | NEAT            |
| 158753 - | 2003 QP76           | 24 august 2003     | Socorro             | LINEAR          |
| 158754 - | 2003 QW81           | 23 august 2003     | Palomar             | NEAT            |
| 158755 - | 2003 QP85           | 24 august 2003     | Socorro             | LINEAR          |
| 158756 - | 2003 QU87           | 25 august 2003     | Socorro             | LINEAR          |
| 158757 - | 2003 QV87           | 25 august 2003     | Socorro             | LINEAR          |
| 158758 - | 2003 QG95           | 29 august 2003     | Haleakala           | NEAT            |
| 158759 - | 2003 QC96           | 30 august 2003     | Haleakala           | NEAT            |
| 158760 - | 2003 QL101          | 29 august 2003     | Socorro             | LINEAR          |
| 158761 - | 2003 QK102          | 31 august 2003     | Kitt Peak           | Spacewatch      |
| 158762 - | 2003 RS             | 2 septembrie 2003  | Socorro             | LINEAR          |
| 158763 - | 2003 RO7            | 4 septembrie 2003  | Socorro             | LINEAR          |
| 158764 - | 2003 RM12           | 14 septembrie 2003 | Palomar             | NEAT            |
| 158765 - | 2003 RA13           | 14 septembrie 2003 | Haleakala           | NEAT            |
| 158766 - | 2003 SD5            | 16 septembrie 2003 | Kitt Peak           | Spacewatch      |
| 158767 - | 2003 SG5            | 16 septembrie 2003 | Kitt Peak           | Spacewatch      |
| 158768 - | 2003 SQ45           | 16 septembrie 2003 | Anderson Mesa       | LONEOS          |
| 158769 - | 2003 SY47           | 18 septembrie 2003 | Palomar             | NEAT            |
| 158770 - | 2003 SD56           | 16 septembrie 2003 | Anderson Mesa       | LONEOS          |
| 158771 - | 2003 SC58           | 16 septembrie 2003 | Kitt Peak           | Spacewatch      |
| 158772 - | 2003 SB60           | 17 septembrie 2003 | Anderson Mesa       | LONEOS          |
| 158773 - | 2003 SY60           | 17 septembrie 2003 | Kitt Peak           | Spacewatch      |
| 158774 - | 2003 SK62           | 17 septembrie 2003 | Kitt Peak           | Spacewatch      |
| 158775 - | 2003 SR64           | 18 septembrie 2003 | Campo Imperatore⁠(d) | CINEOS⁠(d)       |
| 158776 - | 2003 SK65           | 18 septembrie 2003 | Anderson Mesa       | LONEOS          |
| 158777 - | 2003 SV65           | 18 septembrie 2003 | Socorro             | LINEAR          |
| 158778 - | 2003 SC67           | 19 septembrie 2003 | Socorro             | LINEAR          |
| 158779 - | 2003 SJ75           | 18 septembrie 2003 | Kitt Peak           | Spacewatch      |
| 158780 - | 2003 SN75           | 18 septembrie 2003 | Kitt Peak           | Spacewatch      |
| 158781 - | 2003 SO90           | 18 septembrie 2003 | Socorro             | LINEAR          |
| 158782 - | 2003 SB97           | 19 septembrie 2003 | Palomar             | NEAT            |
| 158783 - | 2003 SO102          | 20 septembrie 2003 | Socorro             | LINEAR          |
| 158784 - | 2003 SB103          | 20 septembrie 2003 | Haleakala           | NEAT            |
| 158785 - | 2003 SG118          | 16 septembrie 2003 | Palomar             | NEAT            |
| 158786 - | 2003 SB121          | 17 septembrie 2003 | Socorro             | LINEAR          |
| 158787 - | 2003 SJ121          | 17 septembrie 2003 | Kitt Peak           | Spacewatch      |
| 158788 - | 2003 SK126          | 19 septembrie 2003 | Kitt Peak           | Spacewatch      |
| 158789 - | 2003 SB128          | 20 septembrie 2003 | Socorro             | LINEAR          |
| 158790 - | 2003 SG134          | 18 septembrie 2003 | Palomar             | NEAT            |
| 158791 - | 2003 SJ138          | 19 septembrie 2003 | Haleakala           | NEAT            |
| 158792 - | 2003 SM139          | 18 septembrie 2003 | Socorro             | LINEAR          |
| 158793 - | 2003 SF143          | 20 septembrie 2003 | Socorro             | LINEAR          |
| 158794 - | 2003 SG149          | 16 septembrie 2003 | Kitt Peak           | Spacewatch      |
| 158795 - | 2003 SZ157          | 21 septembrie 2003 | Socorro             | LINEAR          |
| 158796 - | 2003 SQ162          | 19 septembrie 2003 | Socorro             | LINEAR          |
| 158797 - | 2003 SR164          | 20 septembrie 2003 | Anderson Mesa       | LONEOS          |
| 158798 - | 2003 SR168          | 23 septembrie 2003 | Haleakala           | NEAT            |
| 158799 - | 2003 SV186          | 22 septembrie 2003 | Anderson Mesa       | LONEOS          |
| 158800 - | 2003 SX187          | 22 septembrie 2003 | Anderson Mesa       | LONEOS          |